# Лагерхейм, Альфред
Альфред Карл Герман Теодор Лагерхейм (швед. Carl Herman Theodor Alfred Lagerheim; 4 октября 1843 года, Копенгаген, Дания — 23 мая 1924 года, Стокгольм, Швеция) — шведский государственный деятель и дипломат, министр иностранных дел Швеции (1899—1904).

## Биография
В 1861 г. окончил Уппсальский университет и поступил на дипломатическую службу.
В 1862 г. он был назначен на должность атташе посольства во Франции, в 1865 г. — вторым секретарем в министерстве иностранных дел, в 1870 г. — секретарем в посольстве в России, а в 1871 г. — главой политического департамента министерства иностранных дел.
- 1876—1886 гг. — секретарь кабинета министров,
- 1886—1899 гг. — посол в Германии,
- 1899—1904 гг. — министр иностранных дел Швеции, занимал либеральную позицию в связи с решением Норвегии создать собственные дипломатические институты и исключить из национального флага атрибуты шведской королевской власти, что привело к конфликту с премьер-министром Эриом Густавом Бустрёмом и его уходу в отставку с поста главы МИД,
- 1905—1913 гг. — генеральный директор и глава Совета по торговле (коммерцколлегии).

В 1905—1907 гг. являлся членом городского совета Стокгольма.
С 1909 г. до конца жизни возглавлял Стокгольмскую школу экономики.
У него сложились особые доверительные отношения с королем, о чем, в частности, свидетельствует его переписка с Оскаром II, опубликованная в 1970-х гг.

## Награды и звания
Шведские:
- Орден Серафимов (1900)
- Золотая юбилейная медаль короля Оскара II и королевы Софии (1907)
- Большой крест ордена Полярной звезды (1886)

Иностранные:
- Большой крест ордена Бертольда I Великого герцогства Баден (1899)
- Большой крест с золотой цепью ордена Церингенского льва Великого герцогства Баден (1896)
- Большой крест баварского ордена Святого Михаила (1899)
- Рыцарь бельгийского ордена Леопольда I (1870)
- Большой крест датского ордена Данеброг (1873)
- Большой крест Мекленбург-Шверинского Ордена Грифона с венской короной (1903)
- Командор норвежского ордена Святого Олафа (1883)
- Орден Османие 1-й степени (1900)
- Большой крест прусского ордена Красного орла (1888)
- Большой крест португальского ордена Башни и Меча (1904)
- Большой крест португальского ордена Непорочного зачатия Девы Марии Вилла-Викозской (1886)
- Российский орден Святого Станислава 1-й степени (1876)
- Большой крест саксонского ордена Альбрехта (1875)
- Большой крест ордена Белого сокола Великого герцогства Саксен-Веймар-Эйзенах (1901)
- Большой крест испанского ордена Карлоса III (1886)
- Большой крест вюртембергского ордена Фридриха (1889)
- Австро-венгерский орден Железной короны 1-го класса (1886)